# Слинкино (Приморский край)
Сли́нкино — посёлок в Партизанском районе Приморского края. Входит в состав Сергеевского сельского поселения.

## География
Посёлок Слинкино стоит на правом берегу реки Партизанская, примерно в 31 км выше села Сергеевка.
Дорога к посёлку Слинкино идёт на север от административного центра сельского поселения Сергеевка через село Молчановка мимо посёлка Романовский Ключ, расстояние до Сергеевки около 30 км.
Расстояние до районного центра Владимиро-Александровское (на юг по автотрассе «Находка — Кавалерово») около 85 км.
От посёлка Слинкино на северо-восток идёт дорога в верховья реки Медведка (левый приток Уссури) к селу Медвежий Кут Чугуевского района.

## История
До 1972 года посёлок носил название Сабаши. Переименован после вооружённого конфликта за остров Даманский.

## Население
| 2002 | 2010 |
| ---- | ---- |
| 188  | ↘143 |

## Улицы
| - ул. Больничная, - ул. Детсадовская, - ул. Нижняя, | - ул. Столовская, - ул. Центральная, - ул. Школьная. |

## Экономика
Предприятия, занимающиеся заготовкой леса. Жители занимаются сельским хозяйством.